# Коншћани
Коншћани су насељено место у општини Криж, Хрватска. До нове територијалне организације у Хрватској, налазили су се у саставу бивше велике општине Иванић-Град.

## Становништво
На попису становништва 2011. године, Коншћани су имали 166 становника.

## Попис1991.
На попису становништва 1991. године, насељено место Коншћани је имало 206 становника, следећег националног састава:
| Попис 1991.‍ | Попис 1991.‍ | Попис 1991.‍ | Попис 1991.‍ | Попис 1991.‍ |
| ----------- | ----------- | ----------- | ----------- | ----------- |
|             |             |             |             |             |
| Хрвати      | Хрвати      |             | 206         | 100%        |
| укупно: 206 |             |             |             |             |